# Штрулендорф
Штрулендорф (њем. Strullendorf) општина је у њемачкој савезној држави Баварска. Једно је од 36 општинских средишта округа Бамберг. Према процјени из 2010. у општини је живјело 7.736 становника. Посједује регионалну шифру (AGS) 9471195.

## Географски и демографски подаци
Штрулендорф се налази у савезној држави Баварска у округу Бамберг. Општина се налази на надморској висини од 251 метра. Површина општине износи 31,7 km². У самом мјесту је, према процјени из 2010. године, живјело 7.736 становника. Просјечна густина становништва износи 244 становника/km².

## Међународна сарадња
| Мјесто | Држава   | Врста сарадње | Од    |
| ------ | -------- | ------------- | ----- |
| Ижак   | Мађарска | партнерство   | 1995. |
| Извор  |          |               |       |